# 济南号导弹驱逐舰 (105)
济南号导弹驱逐舰（舷号105）曾是中国人民解放军海军的一艘驱逐舰，为051型导弹驱逐舰（北约代号：旅大级）的首舰，也是第二艘以“济南”为名的军舰。济南舰于1971年12月31日入列，2007年11月15日退役，目前在中国人民解放军海军博物馆展示。

## 历史

### 建造与早期服役

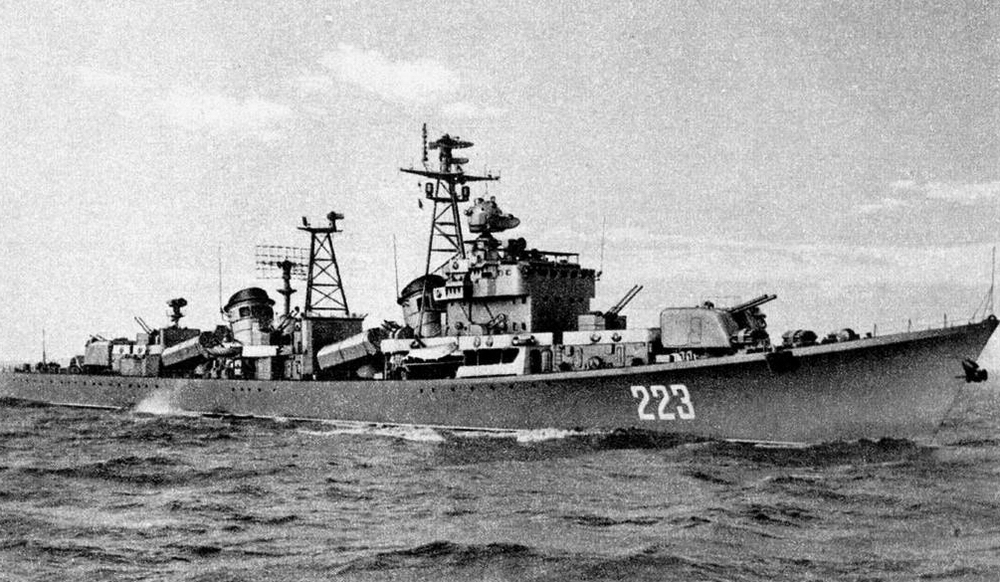
济南舰的最初舷号为223，后改为105

1957年，中国得到了苏联转让的科特林级驱逐舰的部分图纸和技术资料，并在此基础之上开始自行研制国产驱逐舰，后因中苏关系破裂导致研发一度中止。1966年6月六机部正式下达试制051型驱逐舰的任务。济南号导弹驱逐舰作为051型导弹驱逐舰的首舰，于1968年12月24日在大连造船厂开工建造。1969年12月15日，济南舰主船体正式合拢成型。其后因主机、主锅炉等设备为及时到货，建造中采用了先组装主甲板，后吊装主机等设备的工艺以确保进度。1970年7月30日，济南舰下水，并与随后进入干船坞安装球鼻声纳罩。1970年12月，济南舰开始在大连海区进行海试。经过16次的试航后，济南舰于1971年12月31日交付海军北海舰队服役。
在济南舰的服役初期，很多舰上设备由于研制进度慢并未安装，已安装的设备中也有很多未经鉴定或定型的产品，稳定性及可靠性较差，仍待改进。至80年代初，大部分的舰载武器和设备才完成研制，使051型驱逐舰的技术性能基本确定。1979年8月，邓小平曾登上济南舰视察，并题词：“建立一支强大的具有现代战斗能力的海军”。

### 改装

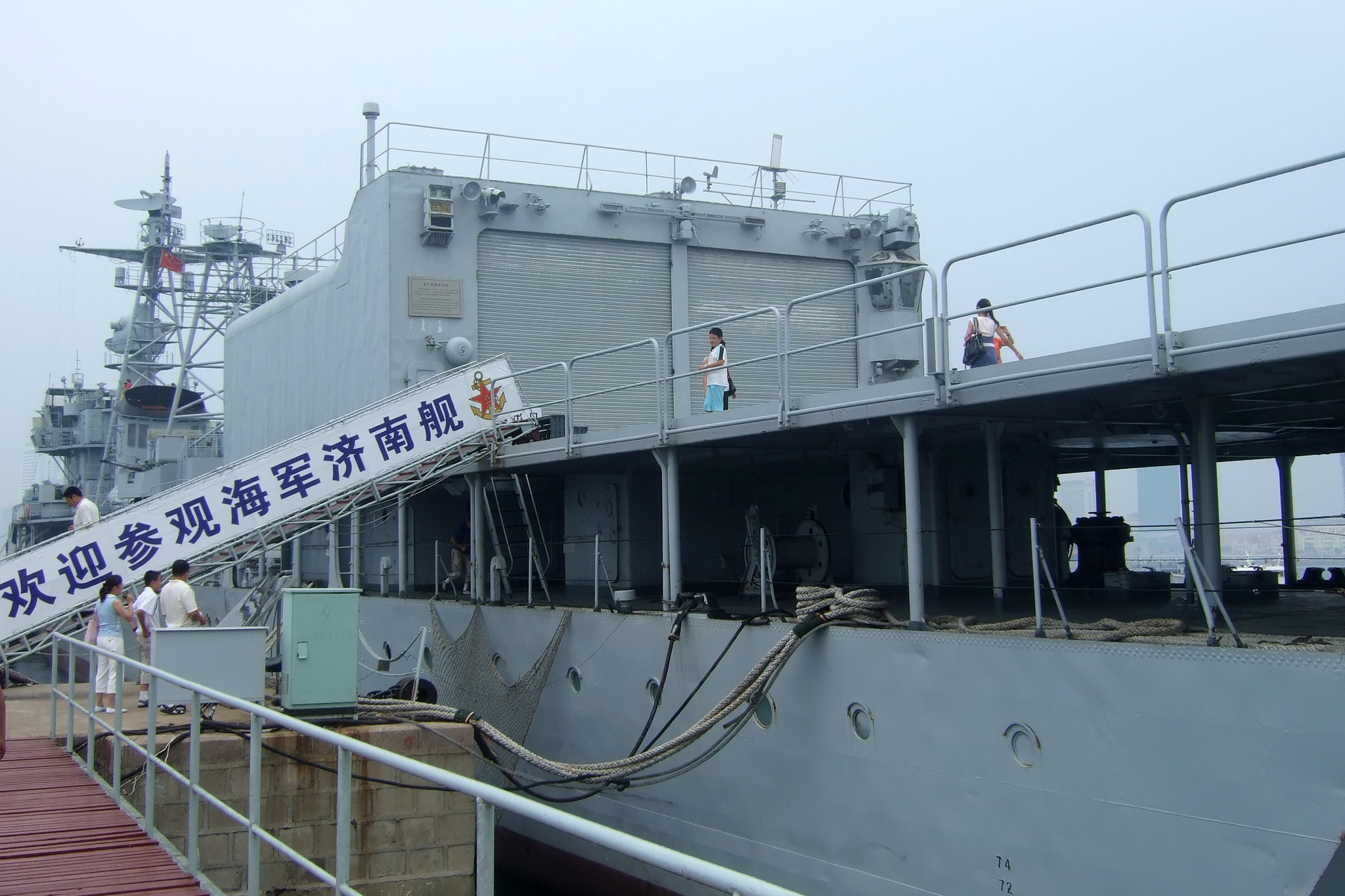
济南舰尾部的舰载直升机平台

在服役后，济南舰一直被用作试验舰，先后完成了2200多个装备试制和定型试验。1986年8月，为了验证舰载直升机的搭载和使用，济南舰作为试验平台接受了加装直升飞机系统的改装，在大连造船厂结合中修实施加装直升机起降系统工程，改装内容主要是拆除了舰尾的主、副炮，深弹发射器等设备，加装了直升机起降甲板、各种助降设备以及机库、航空油料舱，油料泵仓，洗涤水仓等设施，并增加了空、地勤人员舱室。1987年7月21日改装工程完工，济南舰成为中国人民解放军海军第一艘装备直升机的驱逐舰。与此同时，济南舰还被选作试验舰安装了引进法国技术研制的舰载作战指挥系统，还曾经短时间内在直升机起降甲板加装海红旗-7导弹发射器（试验用途）。改装后的济南舰可搭载两架直-9C直升机，为051型驱逐舰中唯一一艘可以搭载直升机的军舰，北约将该舰列为旅大II型舰。

### 退役
在服役36年后，济南舰于2007年11月15日正式退役，并移交给中国人民解放军海军博物馆。2008年1月31日，济南舰被拖入青岛海军博物馆展出。